# Mille Foldager Nielsen
Mille Foldager Nielsen (født 7. juli 2007 i Silkeborg) er en cykelrytter fra Danmark, der kører for Willing Able Racing.